# Lernaeascus nematoxys
Lernaeascus nematoxys is een eenoogkreeftjessoort uit de familie van de Philichthyidae. De wetenschappelijke naam van de soort is voor het eerst geldig gepubliceerd in 1886 door Claus.